# Körle
Körle è un comune tedesco di 3 089 abitanti situato nel land dell'Assia.

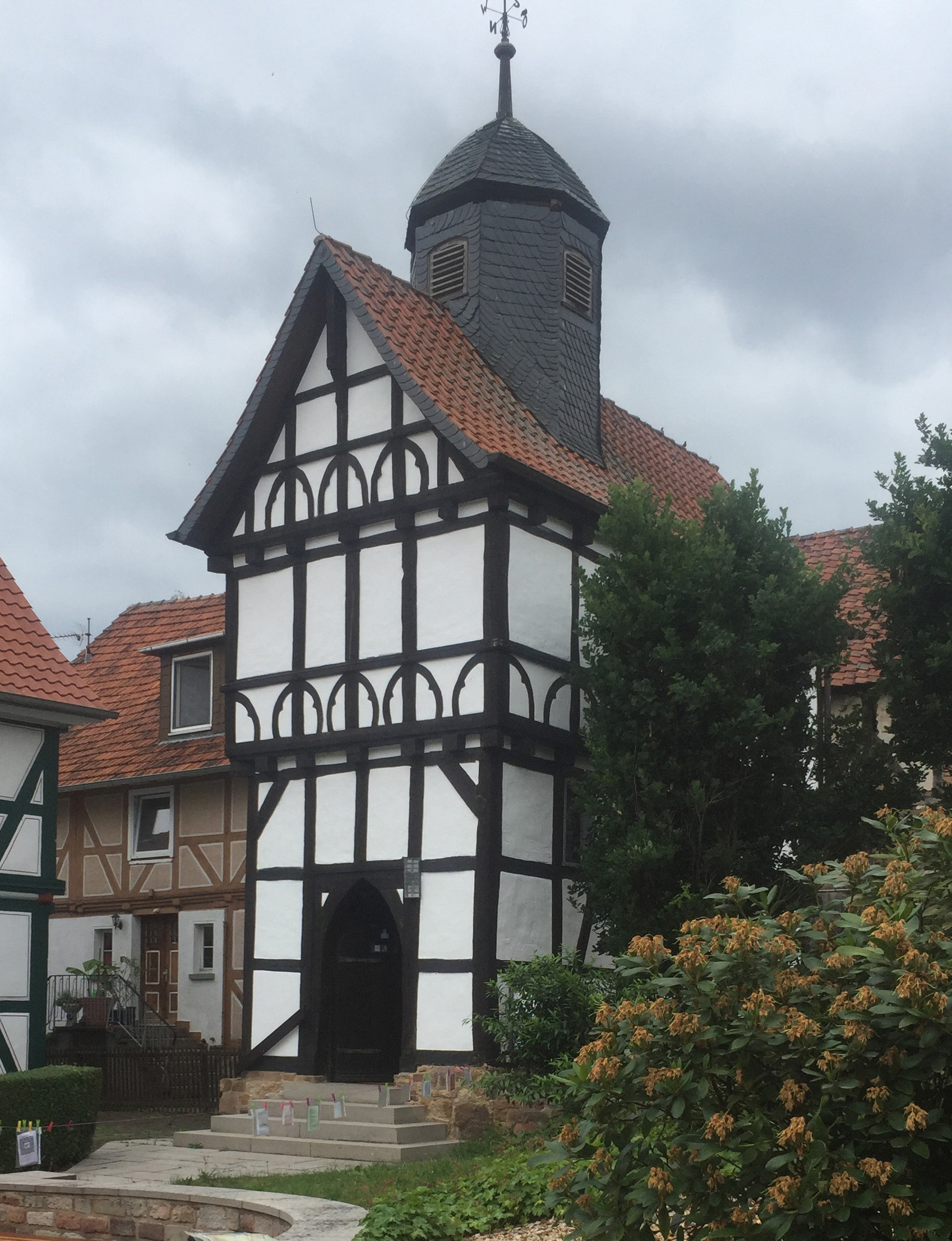
Foto della piccola cappella gotica

È attraversato dalla Fulda.
Viene nominato per la prima volta nel 1074 in un atto di donazione dall'Abbazia di Fulda